# 河北省精神卫生中心
河北省精神卫生中心（河北省第六人民医院）是一所位于中国河北省保定市的公立精神病专科医院。医院成立于1953年，1993年更名为河北省精神卫生中心，2021年挂牌河北大学附属第六医院。2017年经评定成为三级甲等精神病专科医院。
主院区地址是保定市东风东路572号。

## 拓展阅读
- 《河北卫生年鉴》编辑委员会 (编). . . 石家庄: 河北人民出版社. 2007-12: 319. ISBN 978-7-202-04698-2.
- 《河北卫生年鉴》编纂委员会 (编). . . 石家庄: 河北科学技术出版社. 2011-12: 561. ISBN 978-7-5375-4489-4.